# 隐鳞藤
隐鳞藤（学名：Cryptolepis sinensis），又名白叶藤，为夾竹桃科白叶藤属下的一个种，原产于中国南部和东南亚地区，为幻紫斑蝶的主要食物来源之一。其种加词“sinensis”意为“中华的”。